# Schwaig (Feldkirchen-Westerham)
Schwaig ist ein Ortsteil der Gemeinde Feldkirchen-Westerham. Der Weiler liegt im Südwesten der Gemeinde an der Mangfall auf einer Höhe von 535 m ü. NN und hat 11 Einwohner (Stand 31. Dezember 2004).
Koordinaten: 47° 53′ N, 11° 50′ O